# Combinada nòrdica als Jocs Olímpics
La combinada nòrdica és un esport que forma part del programa olímpic des dels primers Jocs Olímpics d'Hivern realitzats a Chamonix (França) l'any 1924. Ha estat present en totes les edicions dels Jocs Olímpics.
Disputada únicament en categoria masculina, la competició s'inicià amb la realització d'una prova de combinada nòrdica de 18 quilòmetres d'esquí de fons i d'un salt amb esquís posterior. A partir de l'edició de 1952 realitzats a Oslo (Noruega) la prova de salt amb esquís es realitza primer i posteriorment la d'esquí de fons. En els Jocs Olímpics d'Hivern de 1956 realitzats a Cortina d'Ampezzo (Itàlia) la prova d'esquí de fons es reduí fins als 15 quilòmetres.
La tècnica de saltar ha patit modificacions al llarg del temps, així s'inicià amb el mètode Daescher, que s'abandonà en els Jocs Olímpics d'Hivern de 1988 realitzats a Calgary (Canadà) per l'actual estil en V. Així mateix la tècnica de l'esquí de fons fou en la modalitat d'estil clàssic fins aquells Jocs, passant a disputar-se les proves en estil lliure. La prova per equips s'incorporà el 1988 i la prova de 10 quilòmetres amb salt llarg s'introduí en els Jocs Olímpics d'Hivern de 2002 realitzats a Salt Lake City (Estats Units).
Els grans dominadors d'aquest esport són Noruega, Finlàndia, Alemanya i Àustria.

## Programa
| Prova                         | 24 | 28 | 32 | 36 | 48 | 52 | 56 | 60 | 64 | 68 | 72 | 76 | 80 | 84 | 88 | 92 | 94 | 98 | 02 | 06 | 10 | 14 | 18 | 22 | Anys |
| ----------------------------- | -- | -- | -- | -- | -- | -- | -- | -- | -- | -- | -- | -- | -- | -- | -- | -- | -- | -- | -- | -- | -- | -- | -- | -- | ---- |
| Individual en trampolí normal | •  | •  | •  | •  | •  | •  | •  | •  | •  | •  | •  | •  | •  | •  | •  | •  | •  | •  | •  | •  | •  | •  | •  | •  | 24   |
| Equips                        |    |    |    |    |    |    |    |    |    |    |    |    |    |    | •  | •  | •  | •  | •  | •  | •  | •  | •  | •  | 10   |
| Individual en trampolí llarg  |    |    |    |    |    |    |    |    |    |    |    |    |    |    |    |    |    |    | •  | •  | •  | •  | •  | •  | 6    |

## Medaller

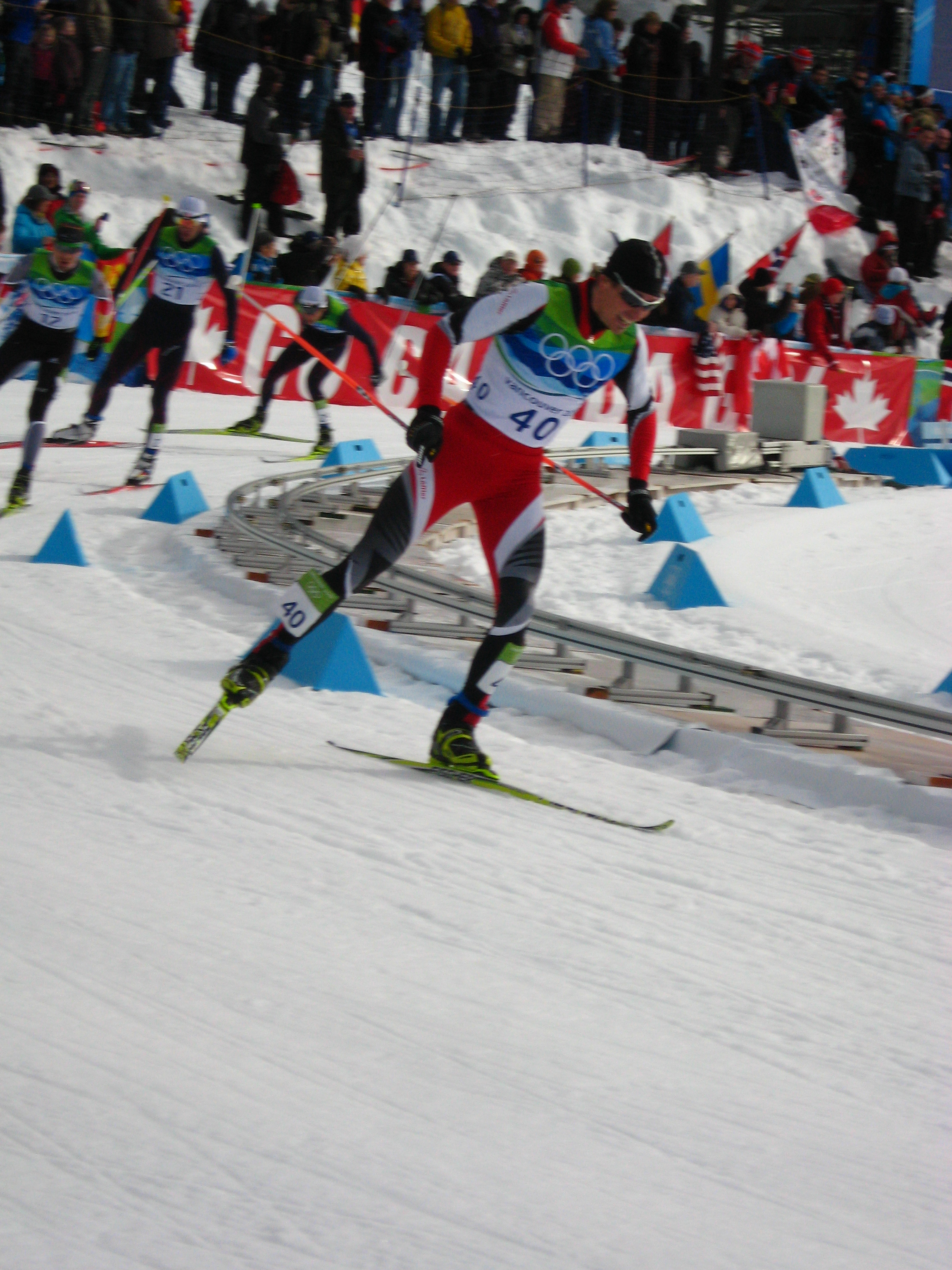
Felix Gottwald, guanyador de 7 medalles olímpiques.

| Pos.  | País           | Or | Plata | Bronze | Total |
| 1     | Noruega        | 15 | 12    | 8      | 35    |
| 2     | Alemanya       | 9  | 7     | 5      | 21    |
| 3     | Finlàndia      | 4  | 8     | 2      | 14    |
| 4     | Àustria        | 3  | 2     | 11     | 16    |
| 5     | RDA            | 3  | 0     | 4      | 7     |
| 6     | Japó           | 2  | 3     | 2      | 7     |
| 7     | França         | 2  | 1     | 1      | 4     |
| 8     | Estats Units   | 1  | 3     | 0      | 4     |
| 9     | Suïssa         | 1  | 2     | 1      | 4     |
| 10    | Unió Soviètica | 0  | 1     | 2      | 3     |
| 11    | Suècia         | 0  | 1     | 1      | 2     |
| 12    | Itàlia         | 0  | 0     | 1      | 1     |
| 12    | Polònia        | 0  | 0     | 1      | 1     |
| 12    | Rússia         | 0  | 0     | 1      | 1     |
| TOTAL | TOTAL          | 40 | 40    | 40     | 120   |

en cursiva: comitès nacionals desapareguts.

## Medallistes més guardonats
| Nom            | CON       | Or | Plata | Bronze | Total |
| Jørgen Graabak | Noruega   | 4  | 2     | 0      | 6     |
| Eric Frenzel   | Alemanya  | 3  | 2     | 2      | 7     |
| Samppa Lajunen | Finlàndia | 3  | 2     | 0      | 5     |
| Felix Gottwald | Àustria   | 3  | 1     | 3      | 7     |
| Ulrich Wehling | RDA       | 3  | 0     | 0      | 3     |